# محددات المتطلبات البرمجية

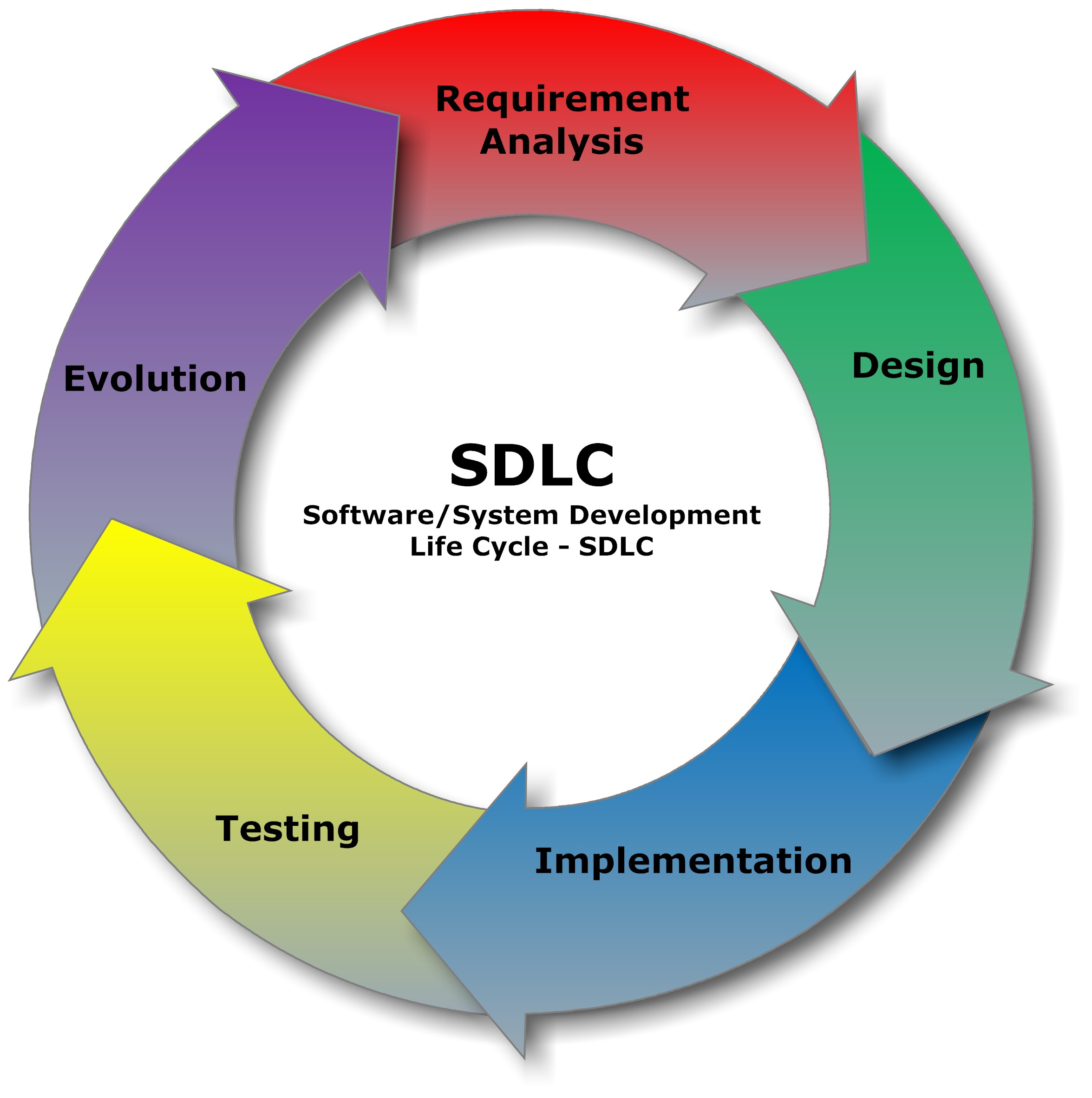

مواصفة متطلبات البرمجية (بالإنجليزية: Software Requirements Specification)‏ هي شرح كامل لسلوك النظام المزمع تطويره. تحتوي على مجموعة من حالات الاستخدام التي تصف كل التفاعلات ما بين المستخدم والبرمجية. إضافة إلى حالات الاستخدام، تحتوي مواصفة متطلبات البرمجية على شرح للمتطلبات اللاوظيفية.